# Universidad de Quebec en Trois-Rivières
La Universidad de Quebec en Trois-Rivières (UQTR, en francés Université du Québec à Trois-Rivières) está localizada en la ciudad de Trois-Rivières, provincia de Quebec, Canadá. La universidad tiene el francés como lengua de instrucción principal. Fundada en 1969, la UQTR es una de las diez instituciones que forman parte de la red de la Universidad de Quebec. 